# 美国移民改革促进就业法案
美国移民改革促进就业法案（英語：Reforming American Immigration for Strong Employment Act，简称）是美国参议院于2017年提出的一项法案。
RAISE法案由共和党阿肯色州联邦参议员汤姆·卡顿与佐治亚州联邦参议员大卫·珀杜于2017年2月13日共同提出。该法案旨在通过控制绿卡发放以使合法移民数量减少一半，由此提高美国的就业环境。法案提议将每年发放的难民绿卡数量控制在5万，取消多元化移民签证，并限制亲属移民的数量。此外，法案引入了积分制，通过英文水平、教育程度、工作技能等择优选择移民。
2017年8月2日，卡顿又向参议院提交了修改后的RAISE法案。同时，美国总统唐纳德·特朗普对法案表示支持。当日，特朗普在卡顿与珀杜的陪同下在白宫宣布了该法案。